# Impensa
Impensa là một chi bọ cánh cứng trong họ Chrysomelidae.
Chi này được miêu tả khoa học năm 1971 bởi Wilcox.

## Các loài
Các loài trong chi này gồm:
- Impensa gibbosa (Jacoby, 1883)
- Impensa maculicollis (Laboissiere, 1932)